# 拉恰湖
拉恰湖（俄语：或）是俄羅斯西北阿爾漢格爾斯克州的湖泊，位於卡尔戈波尔古城附近，面積為356平方公里，詞源是「牛奶湖」，但原因不明。